# 国分太一の気ままにさんぽ
『国分太一の気ままにさんぽ』（こくぶんたいちのきままにさんぽ）は、フジテレビ系列27局で2022年4月1日から2023年3月31日まで平日の午前中に放送されていた紀行ミニ番組である。
国分太一（TOKIO）の冠番組として編成されていた。

## 概要
『国分太一のおさんぽジャパン』、『国分太一のお気楽さんぽ - Happy Go Lucky -』に続いて、TOKIOの国分太一が日本全国の街を散歩しながら、その土地の魅力を紹介する番組である。
2023年3月31日に番組終了。当番組終了を持って2013年の「国分太一のおさんぽジャパン」から続いた国分太一のおさんぽシリーズは約10年の歴史に幕を下ろした。番組最終回では「最後のおさんぽ」として沖縄県うるま市浜比嘉島をお散歩。スタッフが持つホテルでゴールテープを切り、「あ〜楽しかった!」と笑顔で締めくくった。2023年4月からは後番組として「ニッポン全国!ジモトPR隊」がスタートした。

## 出演者

### レギュラーナビゲーター
- 国分太一（TOKIO）

### ナレーション
- 宮澤智（フジテレビアナウンサー）

## ネット局と放送時間
| 放送対象地域   | 放送局                    | 系列                          | 放送時間（JST）          | ネット状況 |
| -------------- | ------------------------- | ----------------------------- | ------------------------ | ---------- |
| 関東広域圏     | フジテレビ（CX）          | フジテレビ系列                | 平日 11時25分 - 11時30分 | 【制作局】 |
| 北海道         | 北海道文化放送（uhb）     | フジテレビ系列                | 平日 11時25分 - 11時30分 | 同時ネット |
| 岩手県         | 岩手めんこいテレビ（mit） | フジテレビ系列                | 平日 11時25分 - 11時30分 | 同時ネット |
| 宮城県         | 仙台放送（OX）            | フジテレビ系列                | 平日 11時25分 - 11時30分 | 同時ネット |
| 秋田県         | 秋田テレビ（AKT）         | フジテレビ系列                | 平日 11時25分 - 11時30分 | 同時ネット |
| 山形県         | さくらんぼテレビ（SAY）   | フジテレビ系列                | 平日 11時25分 - 11時30分 | 同時ネット |
| 福島県         | 福島テレビ（FTV）         | フジテレビ系列                | 平日 11時25分 - 11時30分 | 同時ネット |
| 長野県         | 長野放送（NBS）           | フジテレビ系列                | 平日 11時25分 - 11時30分 | 同時ネット |
| 新潟県         | NST新潟総合テレビ（NST）  | フジテレビ系列                | 平日 11時25分 - 11時30分 | 同時ネット |
| 静岡県         | テレビ静岡（SUT）         | フジテレビ系列                | 平日 11時25分 - 11時30分 | 同時ネット |
| 富山県         | 富山テレビ（BBT）         | フジテレビ系列                | 平日 11時25分 - 11時30分 | 同時ネット |
| 石川県         | 石川テレビ（ITC）         | フジテレビ系列                | 平日 11時25分 - 11時30分 | 同時ネット |
| 福井県         | 福井テレビ（FTB）         | フジテレビ系列                | 平日 11時25分 - 11時30分 | 同時ネット |
| 中京広域圏     | 東海テレビ（THK）         | フジテレビ系列                | 平日 11時25分 - 11時30分 | 同時ネット |
| 近畿広域圏     | 関西テレビ（KTV）         | フジテレビ系列                | 平日 11時25分 - 11時30分 | 同時ネット |
| 島根県・鳥取県 | さんいん中央テレビ（TSK） | フジテレビ系列                | 平日 11時25分 - 11時30分 | 同時ネット |
| 岡山県・香川県 | 岡山放送（OHK）           | フジテレビ系列                | 平日 11時25分 - 11時30分 | 同時ネット |
| 広島県         | テレビ新広島（tss）       | フジテレビ系列                | 平日 11時25分 - 11時30分 | 同時ネット |
| 愛媛県         | テレビ愛媛（EBC）         | フジテレビ系列                | 平日 11時25分 - 11時30分 | 同時ネット |
| 高知県         | 高知さんさんテレビ（KSS） | フジテレビ系列                | 平日 11時25分 - 11時30分 | 同時ネット |
| 福岡県         | テレビ西日本（TNC）       | フジテレビ系列                | 平日 11時25分 - 11時30分 | 同時ネット |
| 佐賀県         | サガテレビ（STS）         | フジテレビ系列                | 平日 11時25分 - 11時30分 | 同時ネット |
| 長崎県         | テレビ長崎（KTN）         | フジテレビ系列                | 平日 11時25分 - 11時30分 | 同時ネット |
| 熊本県         | テレビくまもと（TKU）     | フジテレビ系列                | 平日 11時25分 - 11時30分 | 同時ネット |
| 大分県         | テレビ大分（TOS）         | 日本テレビ系列 フジテレビ系列 | 平日 11時25分 - 11時30分 | 同時ネット |
| 鹿児島県       | 鹿児島テレビ（KTS）       | フジテレビ系列                | 平日 11時25分 - 11時30分 | 同時ネット |
| 沖縄県         | 沖縄テレビ（OTV）         | フジテレビ系列                | 平日 11時25分 - 11時30分 | 同時ネット |

## スタッフ
- チーフ・プロデューサー：清水泰貴（フジテレビ）
- プロデューサー：今野貴之（共テレ）、上野貴央・加藤智章（共にフジテレビ）
- 演出：富田一伸
- 制作協力：共テレ[2]
- 制作：フジテレビ編成制作局制作センター第二制作室
- 制作著作：フジテレビ